# Płoć alpejska
Płoć alpejska (Rutilus pigus) – gatunek słodkowodnej ryby z rodziny karpiowatych (Cyprinidae).

## Występowanie
Występuje w jeziorach północnych Włoch i Szwajcarii, przebywa na dużych głębokościach, tylko w okresie tarła (IV–V) wchodzi na płycizny.

## Opis
Osiąga długość do 45 cm i 1 kg masy ciała. Otwór gębowy w położeniu dolnym. Łuski stosunkowo duże. Boki mają opalizujący połysk szczególnie widoczny w czasie tarła. Płetwa grzbietowa jest czerwonawa, a ogonowa żółtawoczerwona.

## Odżywianie
Żywi się fauną denną.